# Lotus 21
Chronologie des modèles (1961-1962-1963-1964-1965)
Lotus 18 Lotus 24
La Lotus 21 est une voiture de Formule 1 du constructeur britannique Lotus Cars, ayant couru entre 1961 et 1965. Elle a été conçue pour les besoins de l'équipe officielle Team Lotus et également vendue à des équipes privées.
La 21 est un modèle de transition car, en 1961, la cylindrée des Formule 1 passait à seulement 1 500 cm3. Les motoristes anglais n'étaient pas prêts et commençaient seulement à étudier des blocs V8. Les Italiens, en revanche, avaient déjà un excellent V6.
En conséquence, les moteurs disponibles étaient les 1 495 cm3 Coventry Climax FPF à 4 cylindres en ligne et 8 soupapes alors utilisés dans d'autres types de courses (sprint, endurance dans la Lotus 15 entre autres et sur la Lotus 12 de Formule 2 auparavant). La puissance de ce bloc amélioré, mais techniquement dépassé, était d'environ 155 ch et la transmission était confiée à une boite ZF à 5 rapports.
La Lotus 21 a un châssis classique tubulaire inspiré de la Lotus 18 et, comme sur la Lotus 20, certains tubes servaient à transporter eau et huile. Le moteur est disposé à l'arrière et la carrosserie est en fibre de verre inspirée de la Lotus 20 de Formule Junior. La ligne élégante et fine contraste avec l'esthétique « boite à chaussures » de la 18. Le pilote est très incliné pour favoriser l'abaissement du centre de gravité et réduire la résistance aérodynamique, solution capitale pour compenser le déficit de puissance par rapport aux moteurs 2 500 cm3 de l'année précédente.
La Lotus 21 pesait 450 kg comme le voulait la règlementation, soit plus que la légère 18.
La Lotus 21 ne gagna qu'une course avec Innes Ireland au volant à Watkins Glen aux États-Unis. Onze exemplaires furent fabriqués.

## Résultats complets en championnat du monde

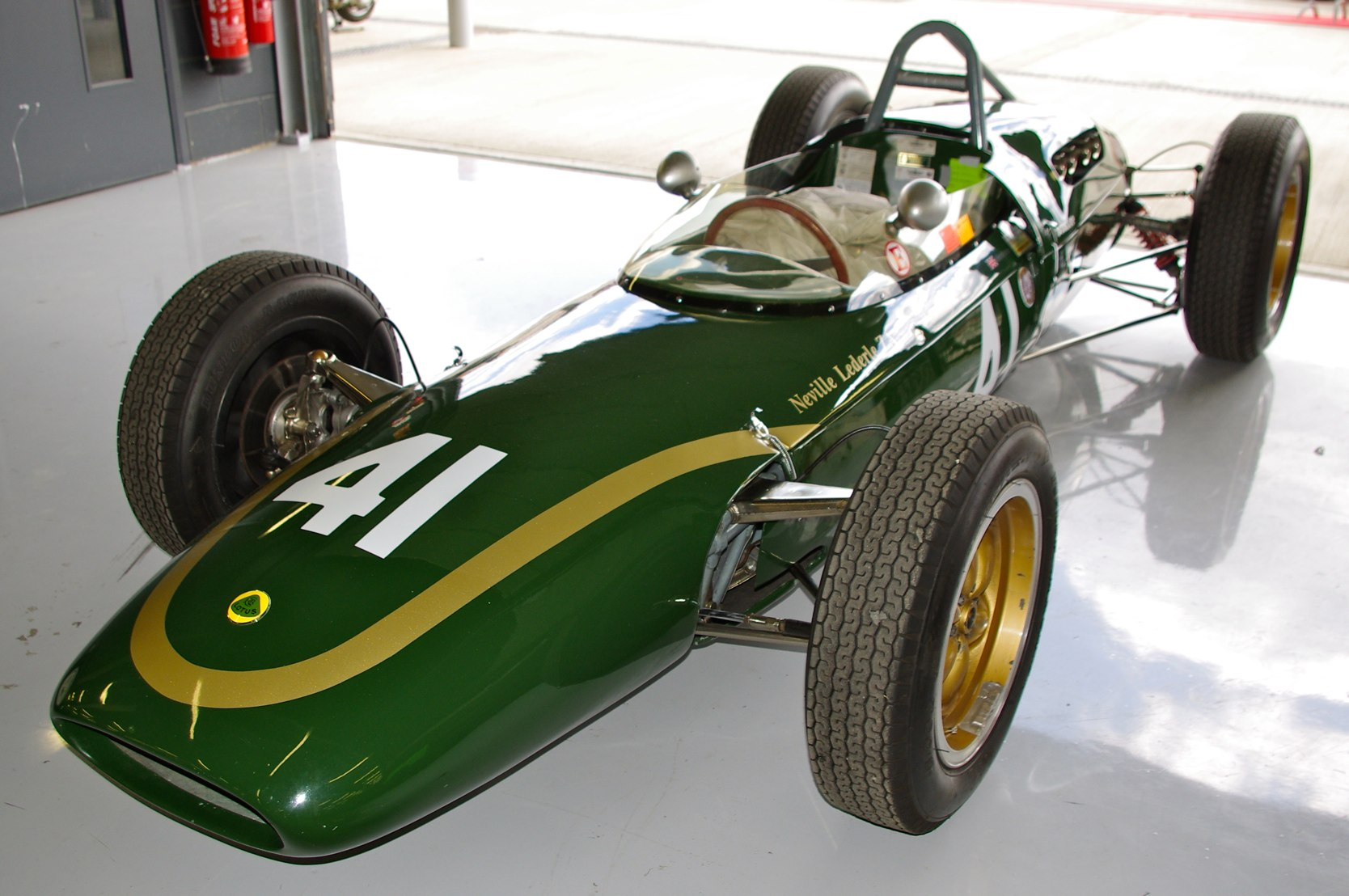
La Lotus 21 au Silverstone Classic 2011.

| Saison | Écurie                 | Moteur                  | Pneus  | Pilote          | 1   | 2   | 3    | 4    | 5    | 6    | 7    | 8   |     |      | Points inscrits |
| ------ | ---------------------- | ----------------------- | ------ | --------------- | --- | --- | ---- | ---- | ---- | ---- | ---- | --- | --- | ---- | --------------- |
| 1961   | Team Lotus             | Coventry Climax FPF 1.5 | Dunlop |                 | MON | NLD | BEL  | FRA  | GBR  | ALL  | ITA  | USA |     |      | 23              |
| 1961   | Team Lotus             | Coventry Climax FPF 1.5 | Dunlop | Jim Clark       | 10  | 3   | 12   | 3    | Abd. | 4    | Abd. | 7   |     |      | 23              |
| 1961   | Team Lotus             | Coventry Climax FPF 1.5 | Dunlop | Innes Ireland   | NP. |     | Abd. | 4    | 10   | Abd. |      | 1   |     |      | 23              |
| 1961   | Team Lotus             | Coventry Climax FPF 1.5 | Dunlop | Willy Mairesse  |     |     |      | Abd. |      |      |      |     |     |      | 23              |
| 1961   | Rob Walker Racing Team | Coventry Climax FPF 1.5 | Dunlop | Stirling Moss   |     |     |      |      |      |      | Abd. |     |     |      | 23              |
| Saison | Écurie                 | Moteur                  | Pneus  | Pilote          | 1   | 2   | 3    | 4    | 5    | 6    | 7    | 8   | 9   |      | Points inscrits |
| 1962   | Scuderia Filipinetti   | Coventry Climax FPF 1.5 | Dunlop |                 | NLD | MON | BEL  | FRA  | GBR  | ALL  | ITA  | USA | AFS |      | 1               |
| 1962   | Scuderia Filipinetti   | Coventry Climax FPF 1.5 | Dunlop | Joseph Siffert  |     | NQ  | 10   | 12   |      |      |      |     |     |      | 1               |
| 1962   | Privé                  | Coventry Climax FPF 1.5 | Dunlop | Jim Hall        |     |     |      |      |      |      |      | NP. |     |      | 1               |
| 1962   | Privé                  | Coventry Climax FPF 1.5 | Dunlop | Ernie Pieterse  |     |     |      |      |      |      |      |     | 10  |      | 1               |
| 1962   | Privé                  | Coventry Climax FPF 1.5 | Dunlop | Neville Lederle |     |     |      |      |      |      |      |     | 6   |      | 1               |
| Saison | Écurie                 | Moteur                  | Pneus  | Pilote          | 1   | 2   | 3    | 4    | 5    | 6    | 7    | 8   | 9   | 10   | Points inscrits |
| 1963   | Privé                  | Coventry Climax FPF 1.5 | Dunlop |                 | MON | BEL | NLD  | FRA  | GBR  | ALL  | ITA  | USA | MEX | AFS  | 0               |
| 1963   | Privé                  | Coventry Climax FPF 1.5 | Dunlop | Ernie Pieterse  |     |     |      |      |      |      |      |     |     | Abd. | 0               |
| Saison | Écurie                 | Moteur                  | Pneus  | Pilote          | 1   | 2   | 3    | 4    | 5    | 6    | 7    | 8   | 9   | 10   | Points inscrits |
| 1965   | Lawson Organisation    | Coventry Climax FPF 1.5 | Dunlop |                 | AFS | MON | BEL  | FRA  | GBR  | NLD  | ALL  | ITA | USA | MEX  | 0               |
| 1965   | Lawson Organisation    | Coventry Climax FPF 1.5 | Dunlop | Ernie Pieterse  | NQ  |     |      |      |      |      |      |     |     |      | 0               |
| 1965   | Scuderia Scribante     | Coventry Climax FPF 1.5 | Dunlop | Neville Lederle | NQ  |     |      |      |      |      |      |     |     |      | 0               |

Légende : ici 